# USS Illinois (BB-65)
Линко́р «Иллинойс» (ББ-65) (англ. USS Illinois (BB-65) — американский линкор, пятый в серии из шести линкоров типа «Айова». Заложен 15 января 1945 года, но строительство так и не было закончено.
«Иллинойс» был четвёртым судном военно-морского флота США, названным в честь одноимённого штата. Изначально «Иллинойс» должен был стать головным линкором типа Монтана, но во время Второй мировой войны потребовались более быстрые линкоры для сопровождения авианосцев типа Эссекс. В результате «Иллинойс» в середине войны был перестроен по проекту линкоров типа Айова, как и его систершип «Кентукки».
Благодаря переработке проекта «Иллинойс» получил прибавку скорости в шесть узлов, большее количество 20-миллиметровых и 40-миллиметровых зенитных орудий, уменьшение ширины корпуса позволяло линкору проходить Панамский канал. Но в отличие от класса Монтана на «Иллинойсе» была сокращена броневая защита и убрана одна башня ГК с тремя 406 мм орудиями.
«Иллинойс» все ещё находился в стадии строительства, когда вторая мировая завершилась и в августе 1945 строительство линкора было отменено.
Корпус линкора остался недостроенным более десяти лет, в конечном счете «Иллинойс» был списан и продан на слом в 1958.